# Francisco Dória
Pour les articles homonymes, voir Doria.
Francisco Antônio de Moraes Accioli Dória (né le 8 novembre 1945 à Rio de Janeiro, Brésil) est un mathématicien, philosophe et généalogiste brésilien.

## Formation et carrière
Francisco Antônio Dória obtient sa licence en génie chimique de l'université fédérale de Rio de Janeiro (UFRJ), au Brésil, en 1968, puis son doctorat du Centre brésilien de recherches physiques (Centro Brasileiro de Pesquisas Físicas, CBPF), sous la supervision de Leopoldo Nachbin (en) en 1977. Dória travaille pendant un certain temps à l’Institut de physique de l’UFRJ, puis part pour devenir professeur des fondations de la communication à la School of Communications, également à l’UFRJ. Dória occupe des postes de chercheur en visite à l'université de Rochester (NY), à l'université Stanford (ici en tant que boursier Fulbright senior) et à l'université de São Paulo (USP). Sa période la plus prolifique est née de sa collaboration avec Newton da Costa (en), un logicien brésilien et l'un des fondateurs de la logique paracohérente, qui a débuté en 1985. Il est actuellement professeur de communications, professeur émérite à l'UFRJ.
Il est membre de l'Académie brésilienne de philosophie (pt), membre correspondant de l'Académie Hispano-Belge d'Histoire, de l'Academia de Letras e Artes de Portugal et membre titulaire du Collège brésilien de généalogie (pt).

## Travaux
Son principal accomplissement (avec le logicien et philosophe brésilien Newton da Costa (en)) est la preuve indéniable que la théorie du chaos est indécidable (publiée en 1991) et que si elle est correctement axiomatisée au sein de la théorie des ensembles classique, alors elle est incomplète dans la théorie des ensembles classique au sens de Gödel. Le mathématicien Morris Hirsch avait formulé le problème de la décision concernant les systèmes dynamiques chaotiques. 
Plus récemment, da Costa et Dória ont introduit une formalisation pour l'hypothèse P = NP qu'ils ont appelée « formalisation exotique » et ont montré dans une série d'articles que la théorie des ensembles axiomatique et l'exotique P = NP sont cohérents si la théorie des ensembles est cohérente. 
Ils prouvent alors: 
Théorème — Si P = NP exotique combinée avec la théorie des ensembles axiomatique est omega-cohérente, alors  la théorie des ensembles axiomatique + P = NP est cohérente.
(Jusqu'à présent personne n'a avancé de preuve de l'omega-cohérence de la théorie des ensembles + P=NP exotique). Ils ont également montré que l'équivalence entre P=NP exotique et la formalisation usuelle pour P=NP, est indépendante de la théorie des ensembles et tient aux entiers standards. Si la théorie des ensembles plus cette condition d'équivalence a les mêmes fonctions récursives totales prouvables que la théorie des ensembles ordinaire, s'ensuit la cohérence de P = NP avec la théorie des ensembles,
Dória et da Costa ont répondu à une question posée par Vladimir Arnold dans la liste des problèmes dressée lors du symposium de l'American Mathematical Society en 1974 sur les problèmes de Hilbert : « le problème de la stabilité des points stationnaires est-il résolu par un algorithme ? ».
Dória s'intéresse également aux théories de l'hypercalcul et aux fondements de la théorie économique,.

## Publications
- Francisco Antonio Doria, NCA da Costa, "On the Foundations of Science (LIVRO): Essays, First Series", Editora E-papers, 2013 [12].
- Francisco Antonio Doria, "Chaos, Computers, Games and Time: A quarter century of joint work with Newton da Costa", Editora E-papers[13].
- Gregory Chaitin, Francisco A Doria, Newton CA da Costa, "Goedel's Way: Exploits into an undecidable world", CRC Press, 2011[14].
- Francisco Antonio Doria (Ed.), "The Limits Of Mathematical Modeling In The Social Sciences: The Significance Of Godel's Incompleteness Phenomenon", World Scientific, 2017[15].
- Shyam Wuppuluri, Francisco Antonio Doria (éds. ), "The Map and the Territory: Exploring the foundations of science, thought and reality", avant-propos de Sir Roger Penrose, Postface de Dagfinn Follesdal, Springer - The frontiers Collection, 2018[16].
- Shyam Wuppuluri, Francisco Antonio Doria (éds.), "Unravelling Complexity: The Life And Work Of Gregory Chaitin", World Scientific, 2020[17].